# Vestit NBQ

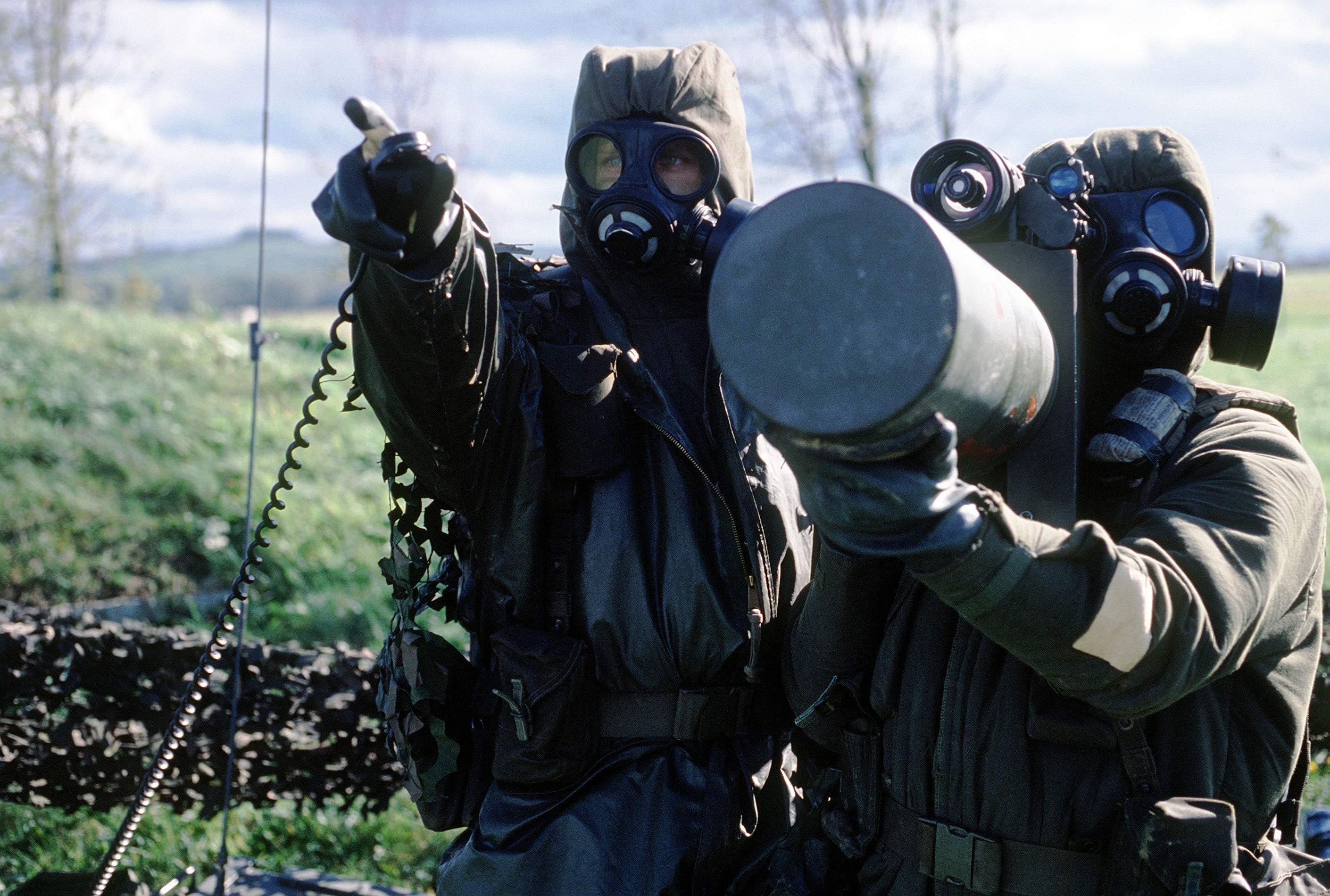
Dos soldats del Canadà portant vestits NBQ

Un vestit NBQ (nuclear, biològic i químic) es un estil d'equipament militar personal, el qual està desenvolupat per a protegir el portador de residus nuclear químics o biològics. El seu equivalent civil és el "vestit Hazmat".

## Realitat
Els vestits NBQ son un equipament desenvolupat per a temps de guerra biològica, química o nuclear. També és utilitzat en llocs on hi ha hagut alguna pertorbació ambiental, i l'exèrcit hi pren part, com per exemple a Txernòbil, es portaven vestits NBQ L-1, que eren els vestits NBQ soviètics de l'època.
Aquests vestits han de ser ràpids de posar, que durin bastant temps en condicions perilloses, i que càpiguen a sobre de l'uniforme.